# Pieter Willem Jacob Henri Cort van der Linden
Pieter Willem Jacob Henri Cort van der Linden (Hilversum, 19 augustus 1893 – Wassenaar, 18 maart 1969) was een Nederlands burgemeester van Groningen.

## Leven en werk
Van der Linden, telg uit de familie Van der Linden, was de zoon van Pieter Cort van der Linden, die tussen 1913 en 1918 voorzitter van de ministerraad was geweest. Pieter jr. doorliep het Gymnasium Haganum te Den Haag en studeerde daarna rechten aan de Universiteit Leiden.
Op 18 april 1918 trouwde hij met jkvr. Ottelina Cornelia Sickinghe (1895-1975). Zij was een telg uit het Groningse oud adellijke geslacht Sickinghe. Zeker 12 van haar voorvaders waren burgemeester van de stad Groningen geweest. Ottelina zette zich als president en voorzitter van vele genootschappen actief in voor de stad. 
Na verschillende functies bij het Verbond van Nederlandse Werkgevers te hebben vervuld, werd hij in 1934, namens de Vrijzinnig-Democratische Bond, benoemd tot burgemeester van Groningen. In 1942 protesteerde hij tegen het op transport stellen van Joodse stadgenoten. Op 2 september van dat jaar werd hij door Rijkscommissaris Arthur Seyss-Inquart ontslagen en vervangen door de NSB'er Petrus Fokkes Tammens. Samen met zijn vrouw Ottelina dook hij onder op een boerderij in Wijster bij de Fam. Kramer. Na de oorlog, kon hij zijn ambt weer vervullen. Van der Linden werd vervolgens lid van de Volkspartij voor Vrijheid en Democratie. Overigens was hij liever benoemd tot burgemeester van Den Haag, maar de benoeming ontging hem, omdat zijn voordracht al te lezen was in de krant, voordat koningin Wilhelmina daar kennis van had kunnen nemen. Dat beviel haar zo slecht, dat zij zijn benoeming blokkeerde.
Als "burgemeester in oorlogstijd" stond Van der Linden voor een klassiek dilemma: aanblijven en het ergste verhinderen of aftreden uit protest en de weg vrijmaken voor een pro-Duitse burgemeester. Hij bleef aan en kwam de bezetter een eind tegemoet. In 1940 ontsloeg hij de twee raadsleden van de Communistische partij. Later volgde een Joods raadslid. Van der Linden trad tweemaal bijna af maar hij bleef uiteindelijk aan op verzoek van de Groningse opperrabbijn Dasberg. Op 2 september 1942 werd Van der Linden ontslagen door Rijkscommissaris Arthur Seyss-Inquart. Van der Linden dook met zijn gezin onder.
In april 1945 werd Van der Linden herbenoemd.
In 1951 werd hij opgevolgd door Jan Tuin. Zelf aanvaardde hij dat jaar een benoeming tot lid van de Raad van State.
Hij was Ridder in de Orde van de Nederlandse Leeuw en Commandeur in de Orde van Oranje-Nassau. In mei 1951 werd hij ingeschreven in het Gulden Boek van de gemeente Groningen.
- Biografisch Portaal: 53287254
- International Standard Name Identifier: 0000 0003 9043 5819
- Nederlandse Thesaurus van Auteursnamen: 070011214
- Parlement.com: vg09lly29wyb
- Virtual International Authority File: 284060300
- WorldCat: E39PBJc3CvfPrTfbdVTTg8F7pP